# La Bandiera della Vittoria sul Reichstag

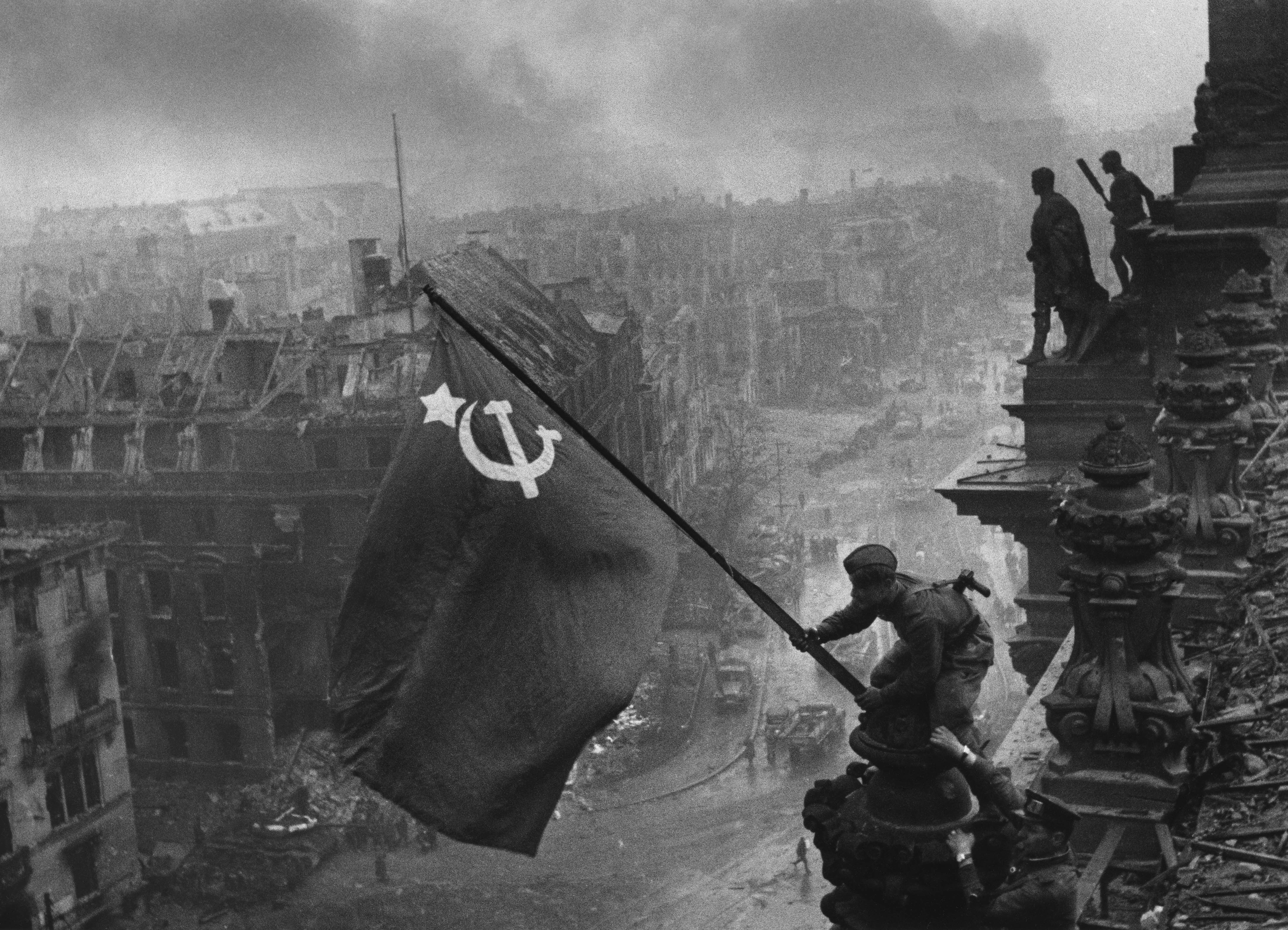
Una delle varie versioni della foto di Chaldej

La Bandiera della Vittoria sul Reichstag (in russo: Знамя Победы над рейхстагом, Znamja Pobedy nad rejchstagom) è il titolo di una celebre fotografia scattata il 2 maggio 1945, durante le fasi finali della battaglia di Berlino della seconda guerra mondiale: la foto ritrae due soldati dell'Armata Rossa mentre alzano la bandiera dell'Unione Sovietica sul tetto del palazzo del Reichstag a Berlino, la sede del parlamento tedesco, appena conquistato.
L'istantanea, parte di una serie di 36 fotografie scattate in successione, fu ottenuta con gli uomini messi in posa, simulando il primo alzabandiera ufficiale sul tetto del palazzo avvenuto in realtà nelle ultime ore del 30 aprile precedente; l'identità degli uomini ritratti è stata a lungo discussa, e solo dopo diverso tempo i due sono stati identificati come il sergente Aleksej Leont'evič Kovalëv (che regge l'asta della bandiera) e il sergente Abdulchakim Isakovič Ismailov (che regge Kovalëv per una gamba), appartenenti alla 8ª Armata della Guardia, che, peraltro, non prese parte all'assalto al Reichstag. Anche l'identità dell'autore dello scatto, il fotografo dell'Armata Rossa Evgenij Chaldej, rimase nascosta per motivi politici e divenne nota solo dopo la dissoluzione dell'Unione Sovietica. La tradizione storiografica continua a registrare peraltro che il merito reale di aver issato la bandiera della Vittoria sovietica sulle rovine del Reichstag, alle ore 22.50 del 30 aprile 1945, spetta alla sezione da ricognizione del I battaglione/756º Reggimento fucilieri della 150ª Divisione fucilieri della 3ª Armata d'assalto, guidata dai sergenti Meliton Kantaria e Michail Alekseevič Egorov.
Pubblicata per la prima volta sulla rivista Ogonëk il 13 maggio 1945, la foto divenne subito iconica, rappresentando simbolicamente la vittoria dell'Unione Sovietica sulla Germania nazista. Insieme allo scatto ritraente l'alzabandiera dei marines statunitensi a Iwo Jima il 23 febbraio 1945, a cui Chaldej si era ispirato per la sua istantanea, la foto è una delle più celebri e riconoscibili tra quelle realizzate durante la seconda guerra mondiale.

## Storia

### L'assalto al Reichstag

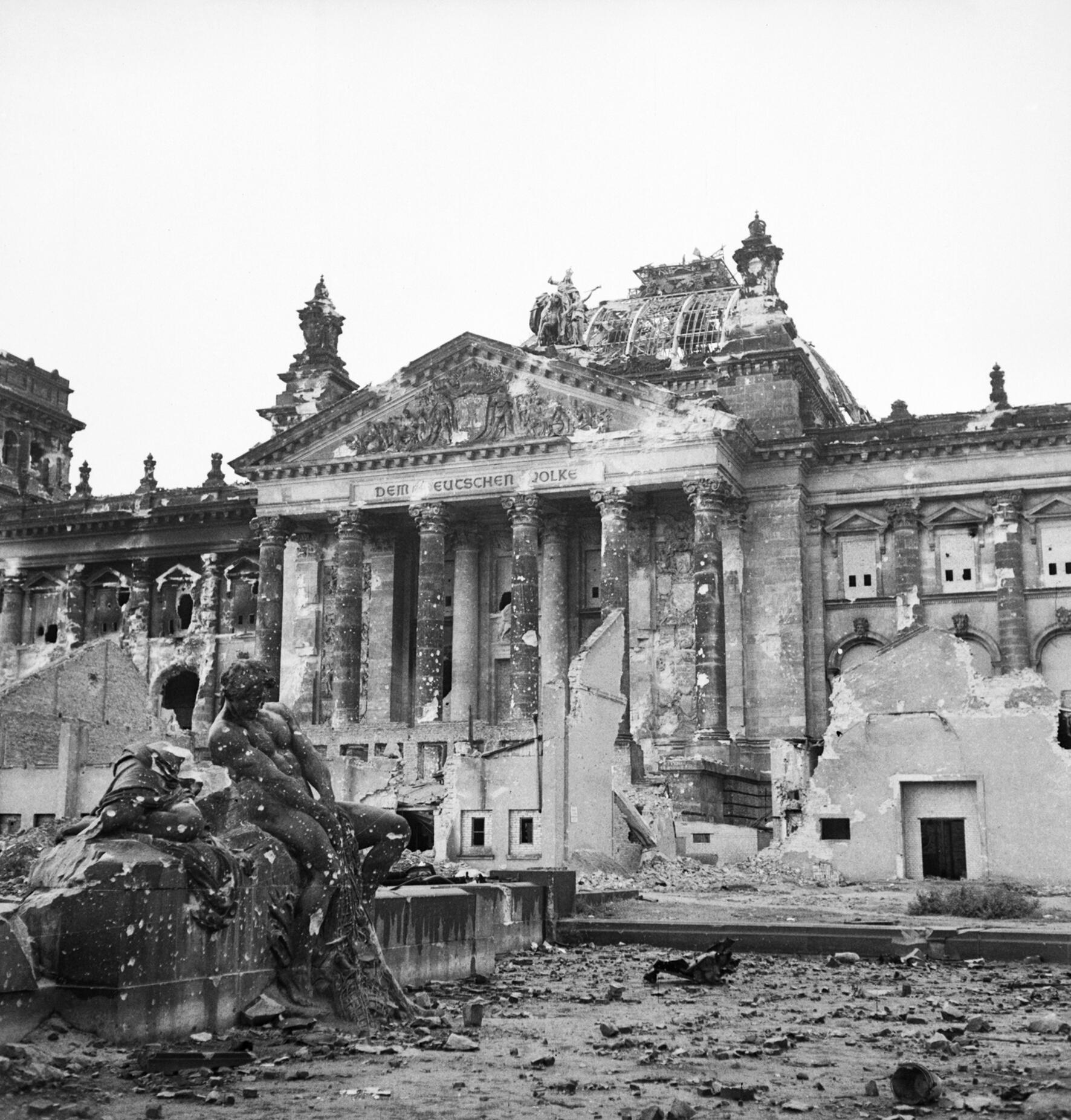
Le rovine del Reichstag fotografate il 3 giugno 1945

L'attacco sovietico al centro di Berlino ebbe inizio il 23 aprile, ad opera delle unità del 1º Fronte bielorusso del maresciallo Georgij Konstantinovič Žukov: dopo averla circondata, le forze sovietiche iniziarono ad attaccare la città da tutte le direzioni, convergendo progressivamente verso il centro dell'agglomerato urbano. Penetrato in città da nord, nel pomeriggio del 28 aprile il 79º Corpo d'armata fucilieri fu la prima unità sovietica ad avvistare il massiccio edificio del Reichstag, a circa un chilometro e mezzo di distanza oltre il corso del fiume Sprea: il palazzo era stato prescelto giorni prima da Stalin come centro simbolico di Berlino, ed era di conseguenza un obiettivo di prestigio ambito dai comandanti sovietici sul campo.
La 150ª e la 171ª Divisione fucilieri del 79º Corpo guidarono l'assalto attraverso il Ponte Moltke sullo Sprea, riuscendo ad attraversarlo alla mezzanotte del 29 aprile, nonostante fosse stato fatto parzialmente saltare dai difensori tedeschi; seguirono duri combattimenti per il possesso del palazzo del ministero dell'interno, prima che i sovietici potessero affacciarsi sullo spiazzo aperto della Königsplatz (oggi Platz der Republik) che li divideva dal Reichstag. L'attacco al palazzo scattò alle 06:00 del 30 aprile: al fine di compiacere Stalin, molti ufficiali sovietici pretendevano di conquistare l'edificio in tempo per i festeggiamenti del 1º maggio. La 150ª Divisione fucilieri del generale Vasilij Mitrofanovič Šatilov cercò di attraversare la Königsplatz da ovest a est in un assalto frontale, con il 756º Reggimento fucilieri sulla sinistra, il 674º Reggimento fucilieri sulla destra e il 380º Reggimento fucilieri di rincalzo nelle retrovie, ma si ritrovò rapidamente inchiodata dal pesante fuoco incrociato dei tedeschi; un secondo attacco sferrato alle 11:00 non ebbe parimenti successo. Solo dopo che la 171ª Divisione ebbe ripulito dal nemico gli stabili del quartiere diplomatico a nord della Königsplatz e la 207ª Divisione ebbe scacciato i tedeschi dal vasto edificio del Teatro Kroll a sud, gli uomini di Šatilov poterono riprendere l'avanzata verso le 13:00, finendo però per venire nuovamente fermati dal fuoco a lunga distanza dei cannoni del bunker della contraerea situato nel Zoologischer Garten Berlin, a due chilometri di distanza.

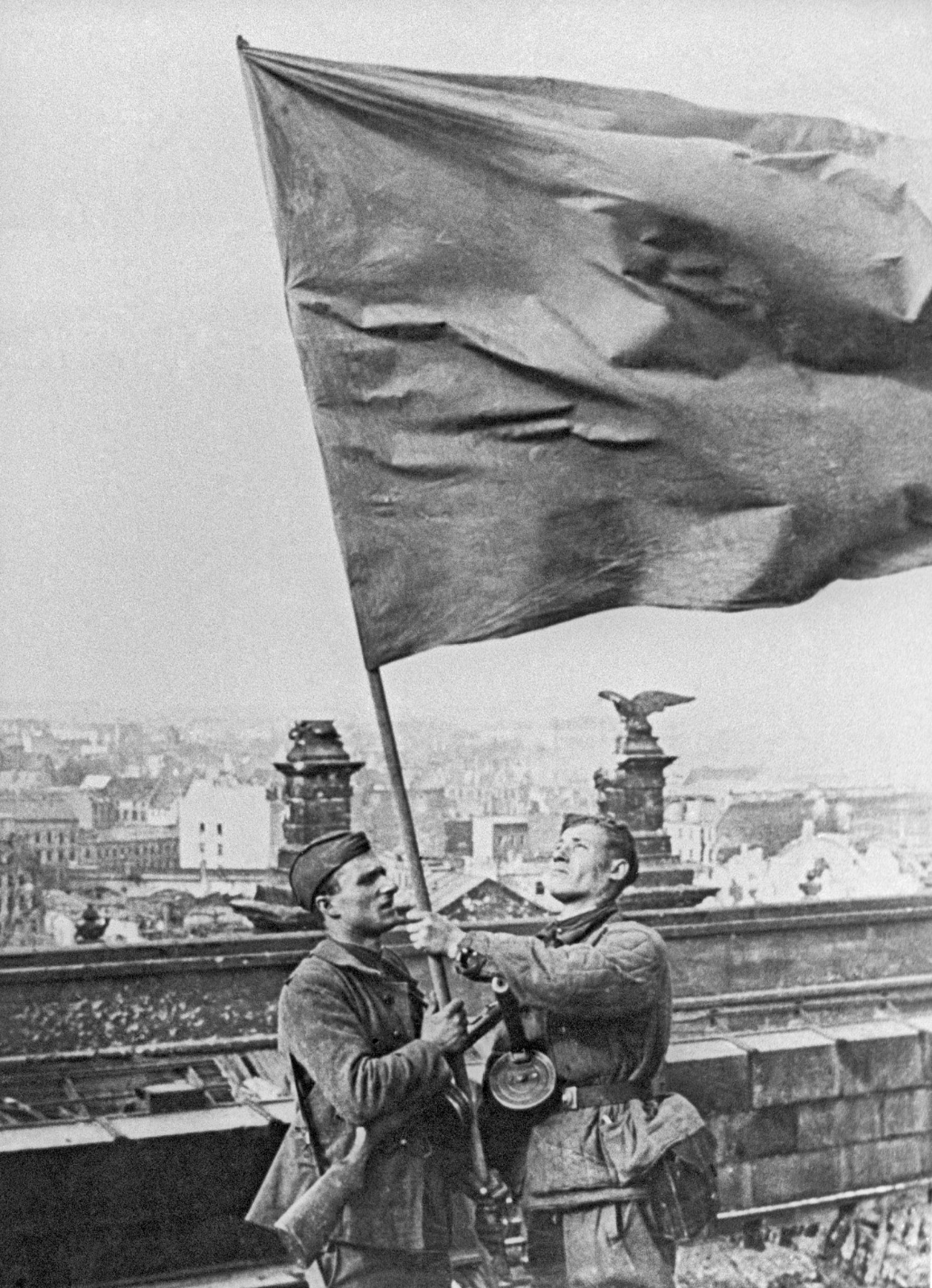
I sergenti Meliton Kantaria e Michail Egorov sventolano la bandiera rossa della vittoria sul tetto del palazzo del Reichstag.

L'assalto delle ore 13:00 venne sferrato da due sezioni d'assalto del I battaglione del 756º Reggimento fucilieri, guidato dal capitano Stepan Andreevič Neustroev; le due sezioni, al comando diretto del capitano e del sergente Ischanov, riuscirono dopo aspri scontri a fare irruzione nel Reichstag, salire lungo la scalinata centrale e rastrellare il primo piano. I combattimenti però infuriarono sul secondo piano contro la tenace guarnigione tedesca che si difese accanitamente. Alle 14:25, la sezione da ricognizione, guidata dai due esperti sergenti Meliton Kantaria e Michail Alekseevič Egorov, riuscì ad issare la bandiera sovietica sulla scalinata centrale in parte demolita al secondo piano dell'edificio, ma ulteriori attacchi per eliminare la guarnigione tedesca asserragliata nei sotterranei e nel terzo piano momentaneamente non ebbero successo.
Alle 14:25 Šatilov venne informato che una bandiera sovietica era stata vista issarsi sui gradini della scalinata d'ingresso al Reichstag, e la notizia fu rapidamente comunicata su per la scala gerarchica fino a Žukov. Il maresciallo emise un comunicato stampa radiotrasmesso con cui annunciava la caduta dell'edificio, ma quando i corrispondenti di guerra si precipitarono sul posto scoprirono ben presto che il palazzo era ancora parzialmente in mano ai tedeschi e che alcuni reparti sovietici erano bloccati sul bordo di un fossato colmo d'acqua scavato proprio in mezzo alla Königsplatz; nonostante le esortazioni ad attaccare di Šatilov, che intendeva correggere al più presto il suo errore di comunicazione, i sovietici dovettero attendere il calare del buio prima di poter riprendere l'avanzata; nel mentre l'artiglieria sovietica continuò a martellare il Reichstag: il massiccio edificio subì pesanti danni, ma resse al cannoneggiamento. Con il cielo oscurato dal fumo, alle 18:00 la 150ª Divisione riprese il suo assalto al Reichstag: il fuoco a distanza ravvicinata dei carri armati di supporto consentì di aprire una breccia nelle pareti esterne dell'edificio, attraverso cui la fanteria sovietica sciamò all'interno; seguirono feroci combattimenti a distanza ravvicinata con i difensori tedeschi negli ampi saloni ingombri di macerie, con perdite tremende per entrambe le parti.

### Il primo alzabandiera

Riproduzione digitale della Bandiera della Vittoria, il drappo alzato per primo sul tetto del Reichstag; l'iscrizione in cirillico recita:«150ª Divisione fucilieri, Ordine di Kutuzov di II classe, divisione Idritskaja, 79º Corpo fucilieri, 3ª Armata d'assalto, 1° Fronte bielorusso»

Mentre infuriavano i combattimenti, due aerei sovietici, a volo radente, erano riusciti a lasciar cadere sul tetto del Reichstag diverse grandi bandiere rosse che sembravano essersi attaccate alle travi della cupola bombardata. Proprio in vista della battaglia di Berlino e della possibilità di realizzare "alzabandiera" propagandistici sugli edifici chiave del Terzo Reich, i sovietici avevano reintrodotto l'uso di stendardi e bandiere a livello di battaglione e reggimento, prima aboliti; i dipartimenti politici delle varie unità avevano provveduto a mettere assieme speciali "squadre della bandiera", badando bene a selezionare i componenti secondo criteri di affidabilità politica e a escludere soldati di gruppi etnici (come ceceni, calmucchi e tatari di Crimea) condannati all'esilio in quanto collaborazionisti dei tedeschi.
Alle ore 18.00, poco prima del nuovo assalto al Reichstag, il colonnello Zinčenko in persona, il comandante del 756º Reggimento fucilieri, si era portato in prima linea e aveva convocato il tenente Aleksej Prokóf’evič Berest, commissario politico del capitano Neustroev e che guidava la sezione a cui era stata assegnata la "Bandiera Rossa n. 5". Il colonnello chiese dove si trovasse la bandiera e Berest gli comunicò che l'avevano i sergenti Kantaria e Egorov che avevano compiuto il primo tentativo di irruzione alle ore 14. Zinčenko parlò con i due sottufficiali e li esortò vivacemente ad "andare" e "piantare la bandiera, lassù". I combattimento finali a distanza ravvicinata per rastrellare il Reichstag e conquistare il terzo piano del palazzo furono estremamente accaniti e si protrassero per cinque ore. La narrazione tradizionale di questa ultima fase della battaglia del Reichstag afferma che i sergenti Kantaria ed Egorov riuscirono infine a raggiungere il tetto alle ore 22.50; i sottufficiali quindi salirono sulla statua di bronzo raffigurante la Germania a cavallo e conficcarono l'asta della bandiera "in un buco prodotto dagli spari davanti allo zoccolo anteriore sinistro del cavallo".

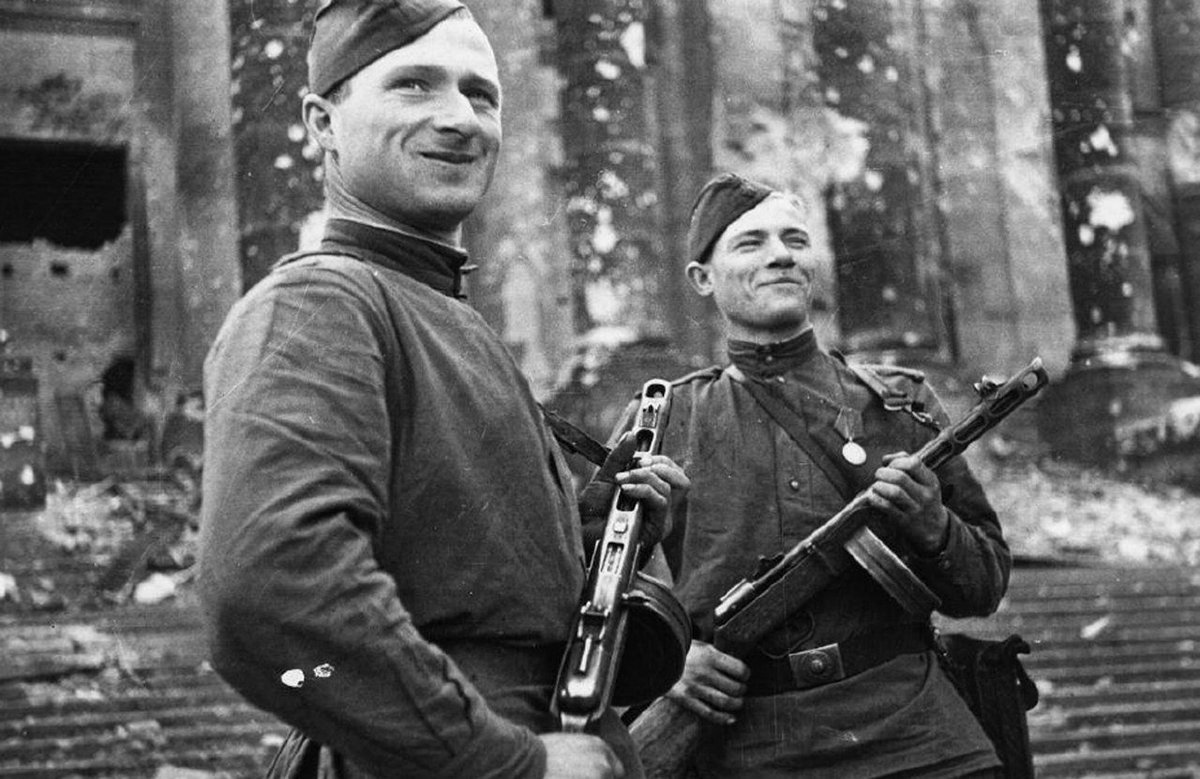
I sergenti Meliton Kantaria (a sinistra) e Michail Egorov (a destra), posano sorridenti imbracciando i loro fucili mitragliatori PPŠ-41, dopo la conquista del Palazzo del Reichstag a Berlino.

Secondo alcune fonti il primo alzabandiera ufficiale sul Reichstag sarebbe stato ufficialmente registrato alle ore 22:40 o alle 22:50 del 30 aprile, ma secondo altre questa prima bandiera non venne issata sul tetto dell'edificio ma su quello del portico, all’interno della corona della Statua della vittoria, per cui non divenne la Bandiera della vittoria. Invece, fra gli stendardi issati sopra l’edificio quella notte, ne sopravvise solo uno: quello installato nelle prime ore del 1º maggio dal tenente Aleksej Berest, dal sergente Mikhail Egorov e dal sergente Meliton Kantaria nella parte orientale del tetto, come riportato anche nel rapporto ufficiale dell'Armata Rossa. Questi orari vanno comunque considerati con cautela, visto che spesso i resoconti ufficiali dell'Armata Rossa venivano corretti per questioni di propaganda.
Gli autori del primo alzabandiera sono quindi generalmente identificati nei sergenti Meliton Kantaria e Michail Egorov e nel tenente Aleksej Berest (secondo altri Michail Petrovič Minin), per quanto l'esatta identificazione degli uomini in questione sia resa alquanto complicata dal fatto che poche ore dopo il primo alzabandiera, e poi nei giorni seguenti, altre squadre di soldati sovietici salirono sul tetto del Reichstag per effettuare svariati altri alzabandiera. Il resoconto ufficiale sovietico dell'evento attribuì ai soli Kantaria (secondo talune fonti scelto apposta per la missione in quanto di origine georgiana come Stalin) ed Egorov il ruolo di primi soldati ad alzare la bandiera sovietica sul Reichstag, e i due sergenti furono decorati con l'onorificenza di Eroe dell'Unione Sovietica; Aleksej Berest (come pure Michail Minin) e gli altri componenti della squadra dovettero accontentarsi della meno prestigiosa onorificenza dell'Ordine della Bandiera rossa.

In realtà, l'identità degli autori del primo alzabandiera sul Reichstag resta ancora sconosciuta, e lo stesso Istituto di Storia Militare del Ministero della Difesa della Federazione Russa, in merito alla richiesta su chi fosse stato il primo a issare lo stendardo sul Reichstag, con un comunicato ufficiale del 19 giugno 2005 non ha potuto che riconoscere quanto segue:
"...ognuno degli eserciti che avanzavano su Berlino aveva una bandiera rossa pronta per essere issata sull'edificio del Reichstag. Nella 3ª Armata d'assalto, il 22 aprile 1945 furono preparati nove stendardi di questo tipo (in base al numero di divisioni in essa incluse). Bandiere rosse e stendardi erano presenti in tutti i gruppi d'assalto che entrarono in battaglia a Berlino, con lo scopo di irrompere nel Reichstag e installarli sull'edificio. In totale, sul Reichstag furono issate circa 40 bandiere. Pertanto, e per una serie di altri motivi, la questione su chi sia stato il primo a compiere tale impresa resta ancora motivo di dibattito".
Non fu scattata nessuna istantanea del primo alzabandiera, sia per l'ora ormai buia sia per il fatto che i combattimenti all'interno del Reichstag erano ancora in pieno svolgimento; in effetti, un contrattacco tedesco riuscì ad abbattere la prima bandiera rossa alzata sul tetto del palazzo. I combattimenti proseguirono feroci per tutta la notte, e poi ancora la mattina del giorno seguente; solo nel tardo pomeriggio del 1º maggio gli ultimi tedeschi asserragliati nei sotterranei del Reichstag furono convinti ad arrendersi, lasciando il palazzo in mano ai sovietici.

### La foto di Chaldej

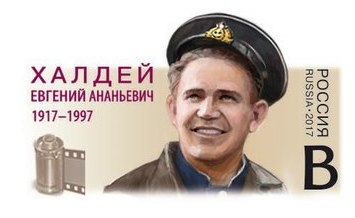
Evgenij Chaldej raffigurato su un francobollo celebrativo russo del 2017

Fotografo dell'agenzia stampa ufficiale sovietica TASS dall'età di 19 anni, nel 1945 Evgenij Chaldej, ebreo nato a Juzovka (oggi Donec'k), nel Governatorato di Ekaterinoslav, il 23 marzo 1917, era un tenente dell'Armata Rossa impiegato come fotografo di guerra al fronte, già autore di vari scatti durante la liberazione delle città sovietiche di Kerč' e Sebastopoli e durante la conferenza di Jalta del febbraio 1945 tra i massimi leader Alleati. Parte del vasto contingente di corrispondenti e fotografi assegnato alle unità sovietiche impegnate nella battaglia di Berlino, Chaldej era rimasto molto impressionato dall'istantanea scattata il 23 febbraio 1945 dal fotografo Joe Rosenthal che raffigurava l'alzabandiera dei marines statunitensi a Iwo Jima, e si era ripromesso di realizzare qualcosa di simile alla caduta di Berlino; Chaldej si era procurato negli uffici della TASS a Mosca tre grossi drappi rossi, normalmente usati come tovaglie durante dei ricevimenti ufficiali, e con l'aiuto di uno zio vi aveva cucito sopra falce e martello, realizzando così una grossa versione della bandiera sovietica che aveva poi portato con sé a Berlino.
Chaldej considerò varie località per mettere in scena il suo alzabandiera, tra cui la Porta di Brandeburgo e l'aeroporto di Berlino-Tempelhof, ma scelse poi il Reichstag dopo aver ricevuto notizie circa l'alzabandiera effettuato lì il 30 aprile; il fotografo dovette aspettare la mattina del 2 maggio, giorno della capitolazione ufficiale della guarnigione tedesca di Berlino, per recarsi al Reichstag: il palazzo era ormai pacificato e in mano sovietica, sebbene spari e piccoli scontri fossero ancora in corso tutt'intorno all'edificio. Salito sul tetto, già ingombro di varie bandiere sovietiche alzate nel mentre, Chaldej si rivolse a un gruppo di soldati presente in zona per mettere in scena l'alzabandiera con uno dei suoi grossi drappi rossi, scattando una serie di 36 istantanee in bianco e nero dell'evento con la sua fotocamera a telemetro Leica III con ottica Elmar 3,5 cm f/3.5.
Per lungo tempo non vi è stata chiarezza su chi siano i soldati raffigurati nella foto: inizialmente si ritenne che Chaldej ricreò in posa la scena del primo alzabandiera effettivo sul Reichstag, e che quindi i due soldati che reggono l'insegna fossero i sergenti Kantaria ed Egorov, come risultava dai resoconti ufficiali dell'evento. Solo dopo la dissoluzione dell'Unione Sovietica lo stesso Chaldej poté fare chiarezza in merito: il fotografo si limitò a chiedere l'aiuto dei soldati presenti sul posto, piuttosto che di coloro che erano stati i primi ad alzare la bandiera, e lo stesso Chaldej identificò nel sergente Aleksej Leont'evič Kovalëv l'uomo che regge l'asta della bandiera e nel sergente Abdulchakim Isakovič Ismailov quello che regge il primo per una gamba; il terzo uomo che compare in alcuni scatti alla sinistra di Ismailov è invece stato identificato come il soldato Leonid Goryčev, nativo di Minsk.

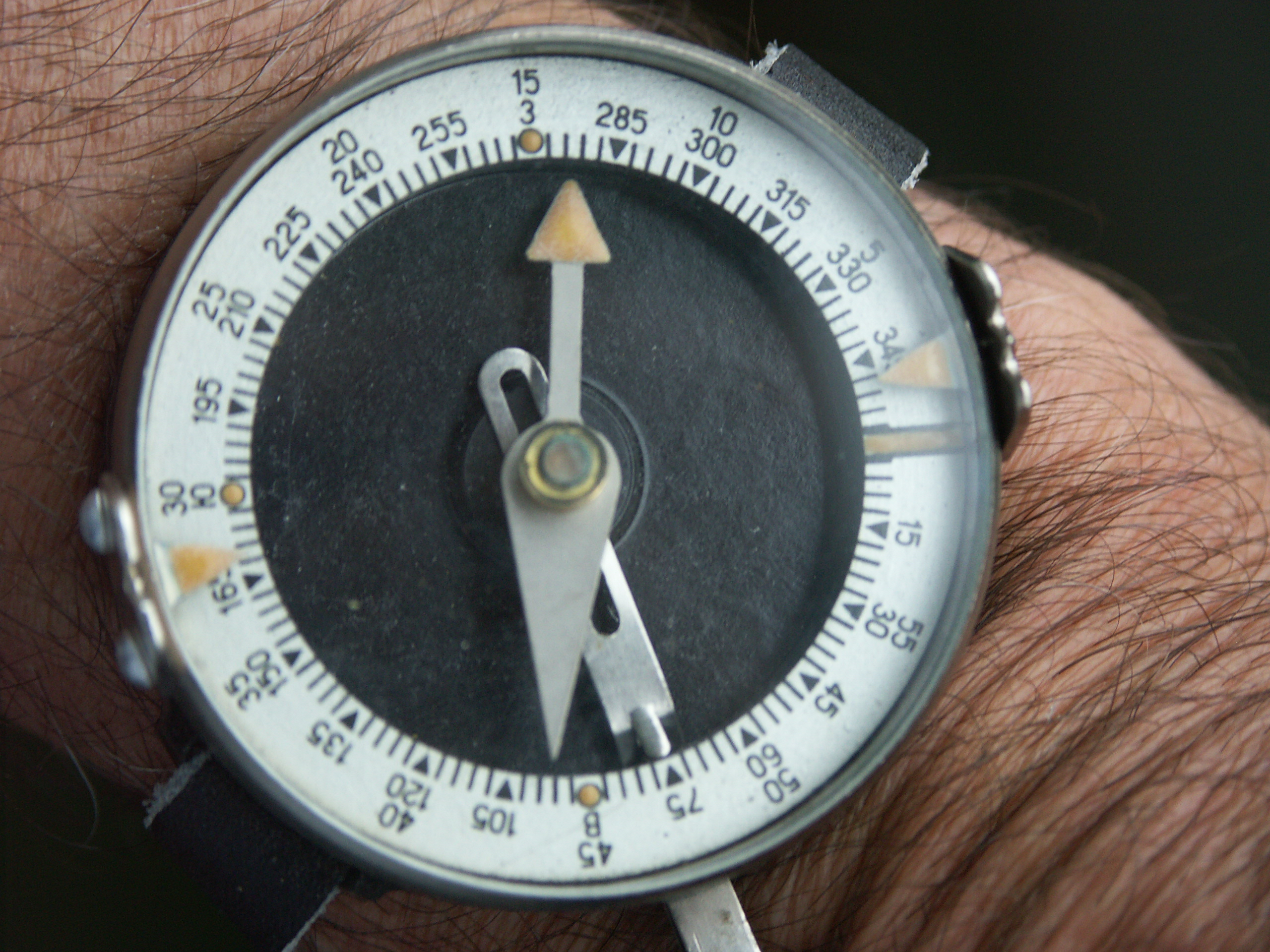
Una bussola da polso Adrianov

Chaldej rientrò poco dopo a Mosca, dove una delle sue foto fu selezionata tra le molte raffiguranti gli alzabandiera sovietici a Berlino per essere pubblicata, il 13 maggio 1945, sul settimanale illustrato Ogonëk, uno dei più antichi e celebri della Russia. Prima di essere pubblicata la foto fu sottoposta ai censori della TASS, i quali notarono che il sergente Ismailov sfoggiava un orologio sia sul braccio destro sia su quello sinistro: possibile segno che almeno uno dei due fosse stato rubato a qualche tedesco morto o prigioniero, pratica ufficialmente vietata dall'Armata Rossa in quanto saccheggio; Chaldej quindi, provvide a rimuovere dallo scatto l'orologio posto sul braccio destro di Ismailov con uno spillo. Fonti russe in seguito affermarono che uno dei due orologi era in realtà stato correttamente identificato dai censori come una bussola Adrianov, un equipaggiamento standard per i soldati sovietici, legata al polso del sergente, ma che comunque si era preferito procedere con la sua rimozione dalla foto per evitare ogni equivoco in merito. Chaldej fece inoltre aggiungere delle colonne di fumo in lontananza sullo sfondo della foto, onde dare maggiore drammaticità alla scena, e in seguito l'immagine fu ulteriormente ritoccata per far apparire la bandiera come maggiormente fluttuante nel vento. Negli anni successivi, Chaldej affrontò sempre la questione della manipolazione della foto insistendo sul fatto che lo scatto dovesse corrispondere più che altro all'importanza storica dell'evento.

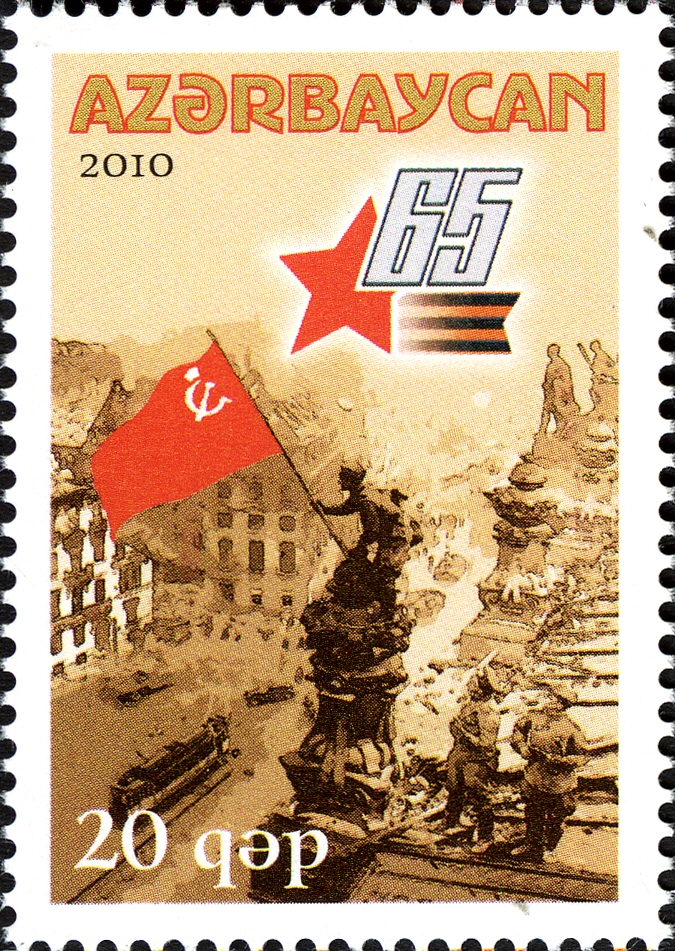
La foto ritratta su un francobollo azero celebrante il 65º anniversario della fine della seconda guerra mondiale

### Il destino dei protagonisti
Lo scatto di Chaldej ebbe enorme successo e divenne rapidamente una foto celebre, rappresentando simbolicamente la vittoria dell'Unione Sovietica nella "grande guerra patriottica" contro la Germania nazista; lo scatto originale o una delle sue varie versioni comparve poi su francobolli, cartoline celebrative, poster e monumenti dedicati alla vittoria sovietica nella seconda guerra mondiale. L'identità degli uomini raffigurati fu tuttavia tenuta segreta e solo dopo la dissoluzione dell'Unione Sovietica il ruolo dei due fu riconosciuto e celebrato.
Aleksej Kovalëv, nato a Burlin (distretto di Börílí), allora nella RSFS Russa oggi in Kazakistan, da genitori russi, fu insignito dell'Ordine della Gloria di seconda classe nel 1945 e l'anno seguente di quello di prima classe. Smobilizzato nel 1950, si stabilì a Kiev, ma già l'anno seguente rientrò nell'esercito prestando servizio nei vigili del fuoco. Si ritirò definitivamente dal servizio nel 1988 col grado di tenente colonnello e morì a Kiev nel 1997 all'età di 71 anni. Fu insignito dell'Ordine della Guerra patriottica e dell'Ordine della Stella rossa. Abdulchakim Ismailov, nativo del Daghestan e di etnia cumucca, fu insignito dell'onorificenza di Eroe della Federazione Russa nel 1996 e morì poi nel villaggio natale di Čagarotar, nel Chasavjurtovskij rajon, nel 2010 all'età di 93 anni.
Il ruolo di Evgenij Chaldej rimase a lungo sconosciuto, poiché la foto fu pubblicata senza menzione dell'autore. Dopo la resa della Germania, Chaldej continuò a servire come fotografo dell'Armata Rossa coprendo la conferenza di Potsdam e il processo di Norimberga, durante i quali divenne amico del celebre fotografo Robert Capa. Nel dopoguerra continuò a lavorare per la TASS fino al 1948, quando fu costretto a lasciare il suo incarico all'agenzia. Il motivo formale del licenziamento fu "la diminuzione del volume di lavoro nella redazione di Mosca" e anche il "basso livello di istruzione e di educazione politica generale" del fotoreporter. Il vero motivo fu, verosimilmente, la cosiddetta "lotta contro il cosmopolitismo”, e il conseguente clima di ostilità verso gli ebrei russi che caratterizzò gli ultimi anni di potere di Stalin, oppure l'aver espresso sostegno al regime jugoslavo di Josip Broz Tito con cui l'Unione Sovietica era entrata in conflitto. Tra il 1948 e il 1959 lavorò come freelance per varie riviste, per poi trovare lavoro stabile presso il quotidiano Pravda. Nello stesso 1959 divenne membro dell'Unione dei giornalisti dell'URSS. Dal 1973 al 1976, Evgenij Chaldej lavorò come fotoreporter per il quotidiano Kultura sovietica, per poi andare in pensione. Solo dopo la caduta dell'URSS, gli studiosi Alexander e Alice Nakhimovsky rinvennero il suo nome negli archivi russi e riconobbero il suo lavoro in un libro a lui dedicato. Chaldej sopravvisse con una piccola pensione di stato fino al 6 ottobre 1997, quando morì nella sua casa di Mosca all'età di 80 anni.